# Kurt Urbanek
Kurt Urbanek (* 10. Oktober 1884 in Neiße/Oberschlesien; † 14. April 1973 in Frankfurt am Main) war ein deutscher Verwaltungsjurist.

## Leben und Beruf
Nach bestandenem juristischen Staatsexamen und anschließender Referendarzeit wirkte Urbanek von 1913 bis 1920 als Bürgermeister von Roßberg in Oberschlesien.
1920–22 war er als deutscher Plebiszitkommissar für die Vorbereitung der Volksabstimmung in Oberschlesien tätig und hat sich in diesem Amt zusammen mit Hans Lukaschek große Verdienste um den für Deutschland positiven Ausgang der Abstimmung erworben. 1922–33 wirkte er bis zu seiner Absetzung durch die Nationalsozialisten als Landrat im Kreis Beuthen-Tarnowitz in der Provinz Oberschlesien.
Sein letztes öffentliches Amt bekleidete er 1945–48 als Landesgerichtspräsident in Altenburg/Thüringen.
Er war Mitglied der Studentenverbindung Wratislavia Breslau.